# ННПО имени М. В. Фрунзе
АО ННПО имени М. В. Фрунзе (ЦВИРЛ, Горьковский Государственный Союзный завод № 326, ФГУП Нижегородский завод им. М. В. Фрунзе) — российский разработчик и производитель радиоэлектронных приборов военного и гражданского назначения. Находится в Нижнем Новгороде. Образован в 1918 году, с учреждением Нижегородской радиолаборатории. В настоящее время входит в состав концерна КРЭТ, имеет филиал в г. Курск.

## История
История завода ведет начало с образования Нижегородской радиолаборатории (НРЛ). После реорганизации 1928 года основное ядро НРЛ влилось в ЦРЛ и было переведено в Ленинград, нижегородский отдел был переименован в Центральную военно-индустриальную радиолабораторию (ЦВИРЛ), перед которой была поставлена задача создания средств радиосвязи для армии и флота. В 1933 году ЦВИРЛ присвоено имя М. В. Фрунзе. 1936-39 гг. ЦВИРЛ переименована в НИИ-11, началась разработка радиоизмерительной аппаратуры. С 1 августа 1939 г опытный завод № 326 им. Фрунзе. С 1941 года предприятие почтовый ящик № 429.
В предвоенный период на заводе созданы первые отечественные приводные радиомаяки и мощные аэродромные радиостанции, разработаны первые в стране резонансные волномеры КВ-5, ДВ-2, первый отечественный генератор стандартных сигналов ГСС-1 (1934 г.) и первый ламповый вольтметр ВКС-1 с питанием от сети переменного тока (1935 г.). На кануне войны разрабатывались радиостанции для долговременных огневых точек.
После начала Великой Отечественной войны завод перешел на производство радиостанций низовой связи, основой которых стала модель 12-РП, разработанная на базе радиопередатчика ДОТ «Дрофа» и выпускавшаяся в количестве около 50 комплектов в день. Работа осложнилась, 770 рабочих предприятия ушли на фронт, начали отсекаться поставщики сырья и комплектующих из захваченных территорий СССР, выпуск продукции шел круглосуточно без выходных, смена продолжалась 12 часов, руководители находились на казарменном положении. 13 октября 1941 г. на завод эвакуировано производство предохранителей с воронежского завода «Электросигнал». В течение войны оборудование пополнялось также с эвакуированных предприятий Ленинграда. Производство расширялось, мобилизовались жители города и специалисты с других предприятий Горького, численность рабочих превышала 1700 человек, около 500 человек работало во фронтовых бригадах. За время войны произведено 17514 пехотных радиостанций 12-РП и 5745 танковых радиостанций 12-РТ, серия радиостанций РСБ-3 а также, около 3 тысяч различных радиоизмерительных приборов. Решением от 21.02.1945 г. завод специализирован на производстве только радиоизмерительных приборов, производство радиостанций передано на другие заводы.
В 1946 г. при заводе создано ЦКБ-326, из которого, после реорганизации, выделились КБ «Квазар» и НИИИС имени Ю. Е. Седакова. В 1954 году переименован в Завод им. Фрунзе, (с 1979 года Горьковский завод им. Фрунзе «п/я В-8201»). Основная продукция генераторы ВЧ и СВЧ, измерители модуляции и мощности.
В 1971 году за успешное выполнение заданий пятилетки и организацию выпуска новой техники завод награжден орденом Трудового Красного Знамени.
С 1994 года по программе конверсии начато производство счетчиков электрической энергии. В 2004 г. вошел в число стратегических оборонных предприятий, в 2008 году включен в состав корпорации «Ростех». 27 июня 2011 года преобразован из унитарного предприятия в акционерное общество, затем претерпел ряд реорганизаций и переименований. В 2017 объединен с приборостроительным НИИ «Кварц» имени А. П. Горшкова (бывшее НИИ-11), АО СКБ радиоизмерительной аппаратуры (РИАП) и АО курский завод «Маяк».

## Продукция
- радиостанции: РСБ-3, 12-РП, 12РТ
- приборы: С2-23, СК3-45, СК3-40, М3-5А, М3-104, М3-106
- осциллографы: С1-154, С1-155, Е12-1
- генераторы Г4-37А, Г4-18А, Г4-107, Г4-151, Г4-158, ГСС-6
- источники питания: Б5-75, Б2-6, Б5-80, УС-9ДМС
- бытовая радиотехника «Микрон»:
  - счетчики электрической энергии
  - радиоприемники РП-201, РП-203, РП-204
  - CB радиостанции «Микрон РС-01», РС-02, РС-03
  - усилители: «Микрон-001, 100УП-002С»
  - телевизоры: «Микрон» 23ТБ-401, 23ТБ-404, 27ТЦ-5167.[2]
- средства связи и навигации стандартов DECT, CDMA, GSM, Bluetooth, WiMax, GPS/ГЛОНАСС
- антенно-аппаратные комплексы РЛС 59Н6, Э801 (совместно с ННИИРТ)[3][4][5]